# 八田直樹
八田 直樹（はった なおき、1986年6月24日 - ）は、三重県伊勢市出身の元プロサッカー選手。ポジションはゴールキーパー。
プロ入りから19年間（下部組織時代を含めると22年間）、ジュビロ磐田一筋でプレーしたバンディエラ。

## 来歴
U-15代表では不動の正GKとして活躍。高校進学時に地元三重県を離れてジュビロ磐田ユースに加入。1年上の松井謙弥の存在によりなかなか出場機会に恵まれなかったが、3年時は不動の正GKとして全日本ユース選手権準優勝に貢献した。
プロ入り後は日本代表の川口能活の存在などもありなかなか出番に恵まれなかったが、2009年は松井が移籍し、さらに川口が第26節の京都サンガF.C.戦で負傷離脱したことにより、急遽正GKとなった。この間天皇杯3回戦の鹿屋体育大学戦の後半終了間際にシュートをキャッチし損ねた際にゴールポストに激突し流血。顔面を4針縫うけがを負ったものの、すぐに復帰している（ただし、最終節のヴィッセル神戸戦は新型インフルエンザに感染したため吉原慎也にスタメンを譲った）。2010年も川口の負傷が癒えなかったため、川口も代表に選出された南アフリカW杯前まで正GKを務めたものの、川口の復帰後は再び控えに回った。最終節では先発に復帰したものの、セレッソ大阪に2-6で惨敗する屈辱を味わった。2011年は川口がリーグ戦34試合全てにフル出場した事もあり出場はカップ戦の3試合に終わったが、3戦とも無失点で勝利している。
2012年は、川口がアキレス腱断裂で全治6カ月と診断されたため第3節のガンバ大阪戦から再びスタメンとして出場。自己最多の32試合に出場した。2013年も川口の控えとしてスタートしたが、チームの低迷を受け第20節のサンフレッチェ広島戦でシーズン初出場を果たすと、それ以降川口からポジションを奪ったが、出場した13試合で僅かに1勝と成績を好転させられず、結局17位でチーム史上初のJ2降格となってしまった。
川口がFC岐阜に移籍した2014年は、背番号を「1」に変更。ガンバ大阪から加入した藤ヶ谷陽介に当初はスタメンを譲っていたが、第8節の横浜FC戦以降はミスの目立った藤ヶ谷に代わって定位置に就いた。しかし、後半戦になるとチームの失速と歩調を合わせるかのようにミスが増えてしまい結局J2では4位にとどまった。昇格プレーオフ1回戦では、後半ロスタイムに相手GK山岸範宏に決勝ゴールを決められ、6位のモンテディオ山形に敗戦。J1復帰も逃した。
2015年シーズンは、新しく加入したカミンスキーにスタメンの座を譲り、リーグ戦はカミンスキーが体調不良で欠場した1試合のみの出場に終わったが、「気持ち良くピッチに送り出すのもプロの仕事。自分を犠牲にしてもチームの力になるなら何でもする」と語り、第2GKながら裏でチームを支えチームの昇格に貢献した。
名波監督からも「自分が見ていない所で他の選手に声をかけ、モチベーションを維持してくれていた」と信頼が厚い。
2017年4月22日、J1第8節・鹿島アントラーズ戦で前半20分に負傷退場したカミンスキーと交代で出場。後半18分にはペドロ・ジュニオールのシュートを好セーブするなど無失点で守り切り、3-0での勝利に貢献した。
2018年シーズン以降は、カミンスキーが変わらずスタメンを張り、第2GKには三浦龍輝とベンチ入りする機会も減少した。2019年シーズンも立場は変わらなかったが、チーム状況やカミンスキーのコンディション低下により、9月28日に行われた第27節の大分トリニータ戦でフェルナンド・フベロ監督からスタメンに抜擢された。その試合で安定したパフォーマンスを見せて、最終節までゴールマウスを守った。フベロ就任後は八田の活躍もありチーム状況は少しずつ良くなっていったものの、最後まで降格圏を脱することは出来ずに自身2度目となるJ2降格となった。
昨季の降格により、J2で戦うことになった2020年シーズンはカミンスキーの退団もあって、シーズン序盤は正GKに定着。一時はJ1の横浜F・マリノスから加入した杉本大地にポジションを奪われることもあったが、最終的には奪い返し27試合に出場した。
2021年シーズンも開幕からレギュラーとして出場していたが、開幕5試合で3敗とチームの状況も上向かなかったことから、三浦にポジションを奪われてしまった。その後、チームも上位に進出したことから自身の出場数は激減した。
2023年11月2日に、2023シーズンをもって現役を引退することが発表された。ユース時代含めて22年間、一度も他クラブに移籍せず磐田一筋でプレーした。11月3日のJ2リーグ第41節・水戸ホーリーホック戦の試合終了後に引退セレモニーが行われた。
2024年より、ジュビロ磐田U-18のGKコーチに就任した。

## 所属クラブ
- 1994年 - 1998年 一色サッカー少年団
- 1999年 - 2001年 伊勢市立港中学校
- 2002年 - 2004年 ジュビロ磐田ユース（磐田東高等学校）
- 2005年 - 2023年  ジュビロ磐田

## 個人成績
| 国内大会個人成績 | 国内大会個人成績 | 国内大会個人成績 | 国内大会個人成績 | 国内大会個人成績 | 国内大会個人成績 | 国内大会個人成績 | 国内大会個人成績 | 国内大会個人成績 | 国内大会個人成績 | 国内大会個人成績 | 国内大会個人成績 |
| 年度             | クラブ           | 背番号           | リーグ           | リーグ戦         | リーグ戦         | リーグ杯         | リーグ杯         | オープン杯       | オープン杯       | 期間通算         | 期間通算         |
| 年度             | クラブ           | 背番号           | リーグ           | 出場             | 得点             | 出場             | 得点             | 出場             | 得点             | 出場             | 得点             |
| 日本             | 日本             | 日本             | 日本             | リーグ戦         | リーグ戦         | リーグ杯         | リーグ杯         | 天皇杯           | 天皇杯           | 期間通算         | 期間通算         |
| ---------------- | ---------------- | ---------------- | ---------------- | ---------------- | ---------------- | ---------------- | ---------------- | ---------------- | ---------------- | ---------------- | ---------------- |
| 2005             | 磐田             | 30               | J1               | 0                | 0                | 0                | 0                | 0                | 0                | 0                | 0                |
| 2006             | 磐田             | 30               | J1               | 0                | 0                | 0                | 0                | 0                | 0                | 0                | 0                |
| 2007             | 磐田             | 30               | J1               | 0                | 0                | 0                | 0                | 0                | 0                | 0                | 0                |
| 2008             | 磐田             | 31               | J1               | 1                | 0                | 0                | 0                | 0                | 0                | 1                | 0                |
| 2009             | 磐田             | 31               | J1               | 8                | 0                | 2                | 0                | 3                | 0                | 13               | 0                |
| 2010             | 磐田             | 21               | J1               | 18               | 0                | 7                | 0                | 2                | 0                | 27               | 0                |
| 2011             | 磐田             | 21               | J1               | 0                | 0                | 2                | 0                | 1                | 0                | 3                | 0                |
| 2012             | 磐田             | 21               | J1               | 32               | 0                | 4                | 0                | 0                | 0                | 36               | 0                |
| 2013             | 磐田             | 21               | J1               | 13               | 0                | 5                | 0                | 1                | 0                | 19               | 0                |
| 2014             | 磐田             | 1                | J2               | 35               | 0                | -                | -                | 2                | 0                | 37               | 0                |
| 2015             | 磐田             | 1                | J2               | 1                | 0                | -                | -                | 2                | 0                | 3                | 0                |
| 2016             | 磐田             | 1                | J1               | 4                | 0                | 4                | 0                | 2                | 0                | 10               | 0                |
| 2017             | 磐田             | 1                | J1               | 2                | 0                | 2                | 0                | 0                | 0                | 4                | 0                |
| 2018             | 磐田             | 1                | J1               | 0                | 0                | 0                | 0                | 1                | 0                | 1                | 0                |
| 2019             | 磐田             | 1                | J1               | 8                | 0                | 0                | 0                | 2                | 0                | 10               | 0                |
| 2020             | 磐田             | 1                | J2               | 26               | 0                | -                | -                | -                | -                | 26               | 0                |
| 2021             | 磐田             | 1                | J2               | 5                | 0                | -                | -                | 1                | 0                | 6                | 0                |
| 2022             | 磐田             | 1                | J1               | 0                | 0                | 1                | 0                | 0                | 0                | 1                | 0                |
| 2023             | 磐田             | 1                | J2               | 0                | 0                | 0                | 0                | 0                | 0                | 0                | 0                |
| 通算             | 日本             | 日本             | J1               | 86               | 0                | 27               | 0                | 12               | 0                | 125              | 0                |
| 通算             | 日本             | 日本             | J2               | 67               | 0                | -                | -                | 5                | 0                | 72               | 0                |
| 総通算           | 総通算           | 総通算           | 総通算           | 153              | 0                | 27               | 0                | 17               | 0                | 197              | 0                |

その他の公式戦
- 2014年
  - J1昇格プレーオフ 1試合0得点

- 2008年7月20日 プロデビュー（Jリーグ） - 大分トリニータ戦 (九州石油ドーム)

## タイトル

### クラブ
ジュビロ磐田
- Jリーグカップ：（2010年）
- スルガ銀行チャンピオンシップ2011
- J2リーグ：（2021年）

## 指導歴
- 2024年 - ジュビロ磐田U-18 GKコーチ